# Nadrybie-Dwór
Nadrybie-Dwór – wieś w Polsce położona w województwie lubelskim, w powiecie łęczyńskim, w gminie Puchaczów.
Wieś stanowi sołectwo w gminie Puchaczów. Według Narodowego Spisu Powszechnego z roku 2011 wieś liczyła 195 mieszkańców.
W latach 1954–1959 wieś należała i była siedzibą władz gromady Nadrybie, po jej zniesieniu w gromadzie Garbatówka. W latach 1975–1998 miejscowość administracyjnie należała do ówczesnego województwa lubelskiego.

## Zabytki
Grobowiec kamienny kultury amfor kulistych - grobowiec odkryty w 1999 r. Zachowany w całości grób skrzynkowy kultury amfor kulistych (4500 r. p.n.e.). Zrekonstruowaną część grobowca można obejrzeć na dziedzińcu tutejszej szkoły podstawowej.